# Bina Rai
Bina Rai (bürgerlicher Name: Krishna Malhotra, geb. Sarin; * 13. Juli 1931; † 6. Dezember 2009 in Mumbai, Maharashtra) war eine indische Schauspielerin.

## Biografie
Bina Rai, die während ihres Studiums am Isabella Thoburn College in Lakhnau durch einen Talentwettbewerb entdeckt wurde, gab 1951 in „Kali Ghata“ ihr Filmdebüt an der Seite von Kishore Sahu, der auch Produzent des Films war.
1953 spielte sie im Film „Aurat“ an der Seite ihres Schauspielerkollegen Prem Nath („Barsaat“, „Teesri Manzil“), der ein Schwager des bekannten Schauspielers, Regisseurs und Produzenten Raj Kapoor war. Als sie Prem Nath kurz darauf heiratete, war sie selbst mit der im Hindi-Film einflussreichen Kapoor-Familie verschwägert. Zusammen mit ihrem Ehemann spielte Bina Rai in einigen weiteren Filmen und gründete mit Prem Nath auch ihre eigene Produktionsfirma ‚P N Films‘, die 1954 mit „Shagufa“ den ersten Film produzierte. Die nachfolgenden Filme „Samunder“ und „Watan“ waren jedoch weniger erfolgreich.
Ihre größten Erfolge hatte sie jedoch an der Seite von Pradeep Kumar, mit dem sie Hauptrollen in „Anarkali“ (1953) und 1963 in „Taj Mahal“ spielte. Für ihre Rolle in „Ghunghat“ (1960) erhielt sie 1961 den Filmfare Award als Beste Hauptdarstellerin und konnte sich dabei gegen die ebenfalls nominierten Madhubala und Nutan durchsetzen.
Prem Kishen, der ältere Sohn von Bina Rai, die an einem Herzstillstand verstarb, ist als Mitbesitzer der TV-Produktionsfirma ‚Cinevista‘ ebenfalls in der Filmbranche tätig.